# Montejaque
Montejaque es un municipio español de la provincia de Málaga en la comarca de la serranía de Ronda (Andalucía) que pertenece al parque natural de la Sierra de Grazalema. Por carretera se halla situado a 138 km de Málaga y a 620 km de Madrid.

## Historia

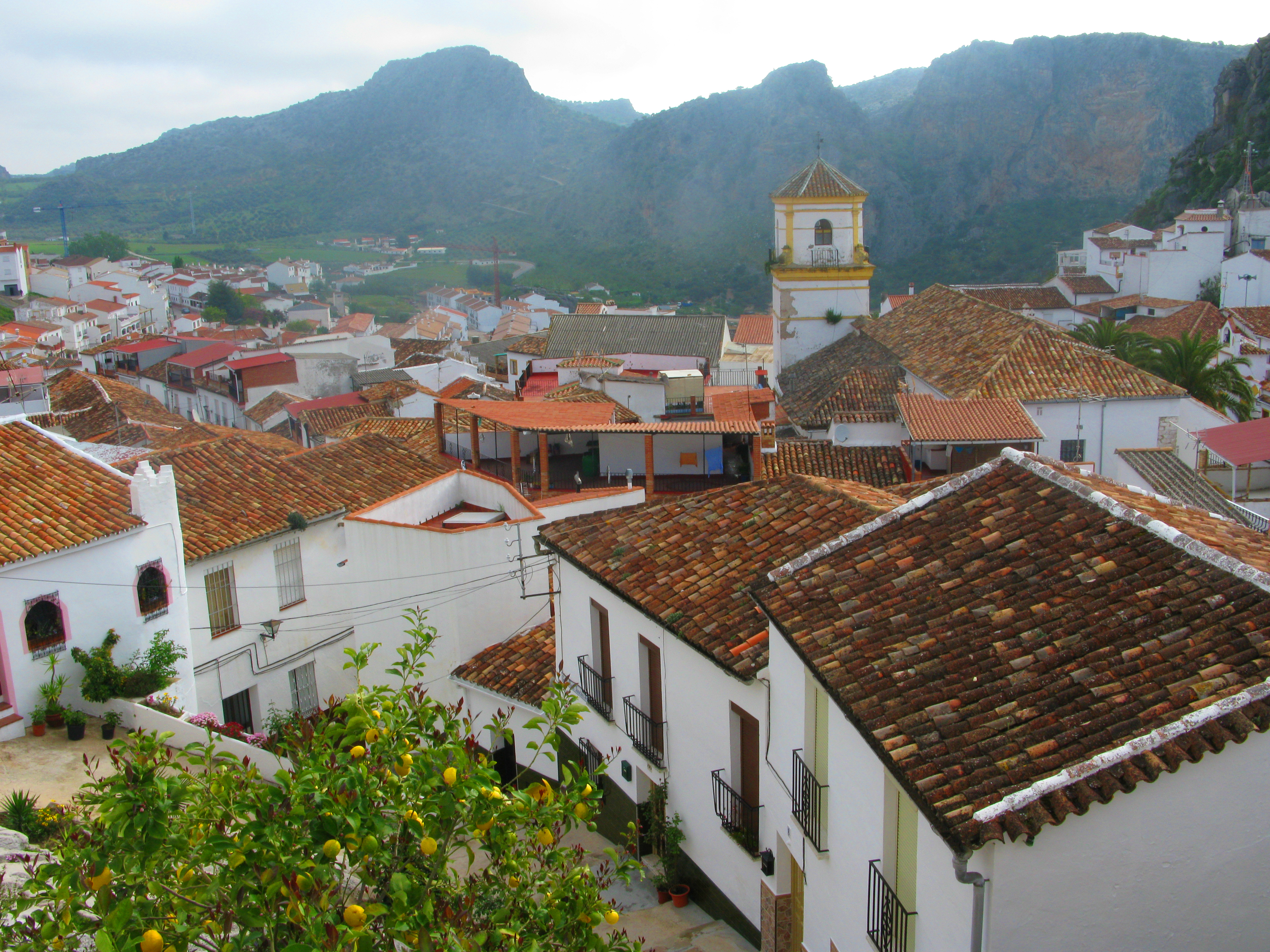
Vista de Montejaque

Montejaque, cuyo nombre, Monte-Xaquez significa "montaña perdida", es de origen árabe como lo demuestran sus intrincadas callejuelas.
Hubo durante esta época una alcazaba medieval que daba una visión de gran parte de la Serranía. Durante la ocupación árabe Montejaque gozó de una notable importancia. Hubo una vez un castillo  que ya no existe. Esta construcción desapareció completamente, quedando sólo su nombre en la Finca El Castillo. Otro de los lugares históricos de este municipio es el lugar conocido como "El Puente", donde aún podemos ver los restos de un puente romano sobre el río Campobuche.
Tras la reconquista a manos de los Reyes Católicos el pueblo fue entregado al Conde de Benavente al cual nombraron Señor de Montejaque y Benaoján dejando de pertenecer a los arrabales de Ronda.
Más tarde durante el levantamiento del pueblo morisco de la zona en el siglo XVI, se produjeron varios atentados contra el alcalde morisco Mohamad Idriz, por simpatizar con las tropas cristianas.
Montejaque también guarda historias para contar durante la Guerra de la Independencia contra los franceses, como fue el enfrentamiento que sostuvo el guerrillero José Aguilar contra las tropas napoleónicas en el puente del río Gaduares el 20 de octubre de 1810; en esta contienda participaron hombres de Montejaque, Benaoján, Atajate, Cortes de la Frontera y Jimera del Líbar; sólo eran doscientos cincuenta personas en contra de casi setecientos soldados franceses; a pesar de la inferioridad numérica salieron victoriosos.
Al viajero, no se le puede escapar una visita a la iglesia de Santiago el Mayor, construida a principios del siglo XVI y reformada durante el siglo XVIII. Su principal estilo es gótico tardío, del que se conserva la bóveda de terceletes, que cubre el
presbiterio.
Perderse por las estrechas calles que componen esta población, típicamente andaluza, es un verdadero placer, conservando la vitalidad de un pueblo moderno, pero con unas profundas raíces que nos hacen viajar a épocas pasadas.
Mezclarse con sus tranquilos pobladores y conocer típicas historias es algo que nadie debiera perderse. Sus fiestas destacadas son una en el mes de mayo y otra en el mes de agosto.

## Geografía humana

### Demografía
Cuenta con una población de 952 habitantes (INE 2024).
| Gráfica de evolución demográfica de Montejaque entre 1842 y 2021                                                      |
| |
| Población de derecho según los censos de población del INE. Población de hecho según los censos de población del INE. |

### Economía

#### Evolución de la deuda viva municipal
| Gráfica de evolución de Deuda viva del Ayuntamiento de Montejaque entre 2008 y 2019                                |
| |
| Deuda viva del Ayuntamiento de Montejaque en miles de Euros según datos del Ministerio de Hacienda y Ad. Públicas. |

## Naturaleza
Destacan:
- Cueva del Hundidero
- presa de Montejaque o Presa de los Caballeros

## Personas destacadas
- Bernabé López Calle (1899-1949), guardia civil y destacado líder del «Maquis».
- Pedro López Calle (1902-1977), militante anarquista.